# Хе (буква финикийского алфавита)
Хе — пятая буква финикийского алфавита.

## Произношение
В финикийском языке буква хе (𐤄) обозначала звук ⧼h⧽ — как «h» в слове hotel (англ.).

## Происхождение
Как и в случае со всеми буквами финикийского алфавита, согласно наиболее распространённых версий символ производен от египетского иероглифа. Предполагается, что первоначально пиктограмма, от которой произошёл символ, обозначала выдох, молитву и окно на финикийском языке. Отсюда и название буквы.

## Потомки в поздних алфавитах
- греческий: Ε, ε (эпсилон)
  - кириллица: Е, е (йэ) и Ё, ё (йо)
  - латиница: E, e (э)
- арамейский: 𐡄
  - сирийский: ܗ
    - арабский: ه (ха)

  - еврейский: ה (хе)
  - пахлави:
    - письменный пахлави: 𐭤
    - письменный парфянский: 𐭄